# Гречишное
Гречишное — Деревня в Угранском районе Смоленской области России. Входит в состав Великопольевского сельского поселения.
Население — 0 жителей (2007 год).
Расположена в юго-восточной части области в 12 км к северо-востоку от Угры, в 9 км южнее автодороги Р132 Вязьма — Калуга — Тула — Рязань, на берегу реки Угра. В 10 км западнее от деревни находится железнодорожная станция О.п. 37-й км на линии Торжок-Брянск.

## История
В годы Великой Отечественной войны деревня была оккупирована гитлеровскими войсками в октябре 1941 года, освобождена в марте 1943 года.